# Marie-Régina Cazabon
Pour les articles homonymes, voir Cazabon.
Marie-Régina Cazabon (1910-2012) est une religieuse française qui s'est occupée des populations pauvres et lépreuses en Inde. 

## Biographie
Marie-Régina Cazabon est née Jeanne Marie Cazabon le 30 juin 1910 à Toulouse, en France, la même année que la très célèbre Mère Teresa. D'ailleurs, la future Sœur Marie-Régina eut le même destin que cette Bienheureuse, car elle exerça le même travail que cette dernière : la lutte contre la misère en Inde.
Marie-Régina Cazabon entre chez les Sœurs des Missions Étrangères. Elle arrive en Inde en 1946. Elle commence alors par enseigner le français dans des écoles de Pondichéry. Puis, elle rencontre un médecin s'occupant de lépreux, et elle décide de changer de vie. Dans les années 1950, elle fonde un centre pour lépreux avec l'aide de la Fondation Raoul Follereau. Puis, de nombreuses fondations comme celle-ci s’implanteront dans 300 villages.
Sœur Marie-Régina, comme on la surnomme, n'aime pas paraître devant les caméras. Le 2 janvier 2012, l'Ambassadeur de France auprès de l'Inde lui décerne la médaille d'Officier de la Légion d'honneur. 
Elle meurt le 19 août 2012 à Rawthankuppam près de Pondichéry à l'âge de 102 ans, après plus de 66 ans de travaux auprès des lépreux indiens.

## Distinctions
- Officière de la Légion d'honneur (2012)